# EraCar
EraCar(エラカー)は、香港のEracar社（時代神話集團有限公司）から発売されているミニカーである。

## 概要
香港の新興ミニカーメーカーで、2017年に設立し、2018年頃より1/64スケールのミニカーを販売開始している。
発売順に番号が振られており、2021年7月現在54番のホンダ・ヴェゼルまで発売されている。なお、カラーバリエーションなどでは「SP」として番号が振られない商品もある。
箱の図柄は、実写の画像、イラストなど商品により異なる。
日本車のラインナップが多く、香港を走る車両、台湾を走る車両、英国警察仕様も販売されている。
茨城県水戸市にあるミニカーショップ、リトルレガードが日本での販売元となっている（法人名はサンルィーズ）。
埼玉県熊谷市の八木橋百貨店、水戸京成百貨店、JAF仕様の特注エブリイが販売されている。
造形は細かく、パイロンや人形が付属品となる商品も存在する。

## 商品化された車種
日産
- GT-R
- GT-Rイタルデザイン
- NV350
- NV100(クリッパー)

トヨタ
- ハイエース

ホンダ
- ヴェゼル
- インテグラタイプR

スズキ
- ジムニー
- エブリイ

レクサス
- LC500

フォルクスワーゲン
- キャディ
- サンタナ

アウディ
- アウディ・A6

メルセデスベンツ
- メルセデス・ベンツ・Vクラス
- メルセデス・ベンツ・Gクラス
- メルセデス・ベンツ・スプリンター